# Nidularia
Nidularia is een geslacht van schimmels. De typesoort is Nidularia radicata.

## Kenmerken
Het kleine vruchtlichaam heeft aanvankelijk de vorm van een zak en is bolvormig en opent uiteindelijk als een kom. Het heeft geen afsluitend membraan (epiphragma). Het omhulsel (peridia) is dik, opgebouwd uit één laag en crème tot kaneelkleurig. Als het rijp is, scheurt het open met een onregelmatige spleet. Sporenpakketjes (peridioles) zijn talrijk. Ze zijn bruin als ze rijp zijn. Ze zijn niet verbonden met het peridium door een myceliumstreng (funiculus).
De sporen zijn ellipsvormig, glad, hyaliene en dikwandig. Het omhulsel (peridia) bestaat uit dikwandige, doornige hyfen. De hyfensepta hebben geen gespen. De basidia zijn slank, twee tot vier sporen en hebben geen basale gesp. Cystidia zijn afwezig.

## Ecologie
Soorten uit het geslacht groeien als saprobionts op gevallen takken en stukken hout, inclusief boomstronken en gevallen stammen van loof- en naaldbomen. Ze lijken vaak direct op de grond te zitten.

## Soorten
Volgens Index Fungorum telt het geslacht negen soorten (peildatum maart 2023):
| Soortnaam                | Auteur(s)                                       | Publicatiejaar |
| ------------------------ | ----------------------------------------------- | -------------- |
| Nidularia bonaerensis    | Speg.                                           | 1880           |
| Nidularia campoi         | Speg.                                           | 1921           |
| Nidularia castanea       | (Ellis & Everh. ex V.S. White) Sacc. & D. Sacc. | 1905           |
| Nidularia deformis       | (Willd.) Fr.                                    | 1817           |
| Nidularia griseolazulina | Lindsey & Gilb.                                 | 1975           |
| Nidularia heribaudii     | Har. & Pat.                                     | 1904           |
| Nidularia heterospora    | Sosin                                           | 1960           |
| Nidularia microspora     | Velen.                                          | 1939           |
| Nidularia pulvinata      | (Schwein.) Fr.                                  | 1823           |